# Xylaria tumulosa
Xylaria tumulosa är en svampart som beskrevs av F. San Martín, J.D. Rogers & P. Lavín 2001. Xylaria tumulosa ingår i släktet Xylaria och familjen kolkärnsvampar.   Inga underarter finns listade i Catalogue of Life.